# Christiane Nüsslein-Volhard
Christiane Nüsslein-Volhard, nemška molekularna biologinja in akademikinja, nobelovka, * 20. oktober 1942, Magdeburg, Nemčija.
Za svoje delo na področju genetske kontrole razvoja zarodka je leta 1995 skupaj z Ericom Wieschausom in Edwardom Lewisom prejela Nobelovo nagrado za fiziologijo ali medicino.

## Življenje in delo
Njena starša sta bila umetnika, ona pa se je že v mladih letih odločila za kariero v biologiji. Zato je vpisala študij biologije na Univerzi v Frankfurtu, ki pa ni bil po njenem okusu, tako da se je med študijem prepisala na biokemijo na Univerzi v Tübingenu. Tu je diplomirala leta 1969 in doktorirala leta 1974.
Po doktoratu je njeno zanimanje pritegnila razvojna biologija in potencial genetskih metod pri raziskavah tem področju. Leta 1975 se je preselila v Basel kot podoktorska sodelavka v laboratoriju Walterja Gehringa na tamkajšnji univerzi. Tu se je naučila eksperimentalnih tehnik za preučevanje vpliva mutacij na razvoj modelnega organizma, vinske mušice vrste Drosophila melanogaster, in spoznala Erica Wieschausa.
Po dveh letih se je vrnila v Freiburg kot sodelavka embriologa Klausa Sanderja, ki se je ukvarjal z rastnimi dejavniki v žuželčjih zarodkih, potem pa leta 1978 sprejela mesto raziskovalke v novoustanovljenem Evropskem laboratoriju za molekularno biologijo v Heidelbergu. Hkrati se je tam zaposlil tudi Wieschaus, s katerim sta v naslednjih letih razvila metodo za preučevanje genetske osnove razvoja vinske mušice. Zarodke sta izpostavljala mutagenom in opazovala morfološke spremembe, nato pa iskala osebke, ki so imeli določeno okvaro v razvoju. V treh letih sta na ta način odkrila in opisala vse ključne dogodke v embrionalnem razvoju vrste D. melanogaster.
Christiane Nüsslein-Volhard je potem za nekaj let delala kot raziskovalka v Laboratoriju Friedricha Miescherja (del Družbe Maxa Plancka v Tübingenu), potem pa bila leta 1985 imenovana za direktorico Inštituta Maxa Plancka za razvojno biologijo, kjer deluje še danes. Molekularne raziskave je razširila še na drug modelni organizem, ribe cebrice. Poleg vodenja inštituta in raziskovalnega dela se aktivno posveča izboljševanju pogojev za ženske v znanosti. Z lastnimi sredstvi je ustanovila sklad, ki pomaga mladim znanstvenicam usklajevati kariero in zasebno življenje (npr. najemati varuške za otroke).

## Priznanja
Za svoje delo na področju molekularne in razvojne biologije je prejela več priznanj, med njimi nagrado Gottfrieda Wilhelma Leibniza (1986), ki je najvišje nemško priznanje za raziskovalne dosežke, Laskerjevo nagrado za temeljne medicinske raziskave (1991) in Nobelovo nagrado za fiziologijo ali medicino (1995). Slednjo si je delila z dolgoletnim sodelavcem Ericom Wieschausom in ameriškim genetikom Edwardom Lewisom.
Sprejeta je bila za članico Nemške akademije znanosti Leopoldina, Nacionalne akademije znanosti ZDA, Kraljeve družbe (kot tuja članica), Evropske organizacije za molekularno biologijo (EMBO, kjer je nekaj časa delovala kot generalna sekretarka) in več drugih strokovnih združenj. Več univerz, med njimi Yale, Harvard, Princeton in Oxford, ji je podelilo častni doktorat.